# Штраух Максим Максимович
Макси́м Макси́мович Штра́ух (23 лютого 1900 — 3 січня 1974) — радянський актор театру і кіно, театральний режисер.
Народний артист СРСР, лауреат Ленінської та Сталінської премій.

## Життєпис
Народився в Москві в родині лікаря.
Протягом 1910—1918 років навчався у Петропавлівській гімназії в Москві. З 1916 року працював карикатуристом у театральному журналі «Рампа і життя».
З початком громадянської війни в Росії вступив до лав Червоної армії.
Після демобілізації у 1920—1924 роках працював актором Першого робітничого театру Пролеткульту. У 1924—1929 роках — актор і режисер-асистент фабрики «Держкіно» (нині — кіностудія «Ленфільм»). У 1929—1931 роках — актор і режисер Театру імені В. Е. Мейєрхольда. З 1932 року — актор і режисер Театру Революції (з 1943 року — Московський театр драми, нині — Театр імені В. В. Маяковського), у 1938—1942 роках був його художнім керівником. У 1950—1957 роках — актор Малого театру. У 1957—1958 роках — актор Московського драматичного театру імені О. С. Пушкіна. З 1958 року — актор і режисер Театру імені В. В. Маяковського.
Творчим успіхом М. М. Штрауха стало втілення образу В. І. Леніна в спектаклях і у фільмах, поставлених режисером С. Й. Юткевичем: «Людина з рушницею» (1938), «Яків Свердлов» (1940), «Розповіді про Леніна» (1958), «Ленін у Польщі» (1966), тощо.
Похований на Новодівочому цвинтарі Москви.

## Нагороди і почесні звання
- Орден Леніна (1970).
- Орден Трудового Червоного Прапора (01.02.1939).
- медалі.
- Народний артист СРСР (1965).
- Народний артист РРФСР (1947).
- Заслужений артист РРФСР.
- Лауреат Ленінської премії (1959).
- Лауреат Сталінської премії 1-го ступеня (1951).
- Лауреат Сталінської премії 2-го ступеня (1949, 1951).

## Фільмографія
- 1925 — Страйк — шпик.
- 1929 — Привид, який не повертається — сищик.
- 1930 — Державний чиновник — Аполлон Фокін.
- 1932 — Для вас знайдеться робота.
- 1933 — Дезертир — перший бонза.
- 1933 — Конвеєр смерті — епізод.
- 1935 — Суворий юнак — Федір Цитрон.
- 1938 — Виборзька сторона — В. І. Ленін.
- 1938 — Лікар Айболить — Айболить.
- 1938 — Людина з рушницею — В. І. Ленін.
- 1940 — Яків Свердлов — В. І. Ленін.
- 1942 — Його звуть Сухе-Батор — В. І. Ленін.
- 1943 — Два бійці — професор.
- 1943 — Юний Фріц — професор «антрепалогіі».
- 1946 — Клятва — американський журналіст Роджерс.
- 1946 — Старовинний водевіль — Мордашев.
- 1947 — Світло над Росією.
- 1948 — Суд честі — Олександр Олександрович, голова Урядової комісії.
- 1949 — Сталінградська битва — В. М. Молотов.
- 1949 — Падіння Берліна — В. М. Молотов.
- 1950 — Змова приречених — американський посол Мак-Гілл.
- 1956 — Справа № 306 — Іркут.
- 1956 — Вбивство на вулиці Данте — Філіп, батько Шарля Тібо.
- 1957 — Розповіді про Леніна — В. І. Ленін.
- 1957 — Ленінградська симфонія — професор Багдасаров.
- 1965 — Ленін у Польщі — В. І. Ленін.

## Літературна діяльність
М. М. Штраух є автором книги «Головна роль», виданої у 1977 році.

## Особисте життя
Був одружений з актрисою Юдит Глізер (1904—1968).
Після смерті дружини деякий час співмешкав з акторкою Катериною Градовою (1946).